# Ernst-Joachim Küppers
Ernst-Joachim Küppers (Halle, 24 agosto 1942 – Herne, 5 febbraio 2025) è stato un nuotatore tedesco.

## Carriera
Contribuì alla vittoria della medaglia d'argento nella staffetta 4x100m misti alle Olimpiadi di Tokyo 1964.

## Palmarès
- Giochi olimpici estivi

Tokyo 1964: argento nella 4x100m misti (come Squadra Unificata tedesca).